# 埃奇伍德 (伊利諾伊州)
埃奇伍德（英語：Edgewood）是位於美國伊利諾伊州埃芬漢縣的一個村落。

## 地理
埃奇伍德的座標為38°55′24″N 88°39′44″W / 38.92333°N 88.66222°W，而該地最高點為海拔高度175米（即574英尺）。

## 人口
根據2010年美國人口普查的數據，埃奇伍德的面積為2.62平方千米，當中陸地面積為2.59平方千米，而水域面積為0.03平方千米。當地共有人口440人，而人口密度為每平方千米167人。